# والاس إتش روبنسون
والاس إتش روبنسون (بالإنجليزية: Wallace H. Robinson)‏ هو ضابط أمريكي، ولد في 11 فبراير 1920 في واشنطن العاصمة في الولايات المتحدة، وتوفي بنفس المكان في 17 أغسطس 2013.